# Stipe Jurić
Stipe Jurić (Tomislavgrad, 19 novembre 1998) è un calciatore bosniaco, attaccante svincolato.

## Statistiche

### Presenze e reti nei club
Statistiche aggiornate al 25 luglio 2025.
| Stagione             | Squadra              | Campionato           | Campionato | Campionato | Coppe nazionali | Coppe nazionali | Coppe nazionali | Coppe continentali | Coppe continentali | Coppe continentali | Altre coppe | Altre coppe | Altre coppe | Totale | Totale |
| Stagione             | Squadra              | Comp                 | Pres       | Reti       | Comp            | Pres            | Reti            | Comp               | Pres               | Reti               | Comp        | Pres        | Reti        | Pres   | Reti   |
| -------------------- | -------------------- | -------------------- | ---------- | ---------- | --------------- | --------------- | --------------- | ------------------ | ------------------ | ------------------ | ----------- | ----------- | ----------- | ------ | ------ |
| 2017-2018            | Široki Brijeg        | PL                   | 11         | 1          | CB              | 3               | 0               | UEL                | 0                  | 0                  |             | -           | -           | 14     | 1      |
| 2018-2019            | Široki Brijeg        | PL                   | 23         | 7          | CB              | 3               | 0               | UEL                | 0                  | 0                  |             | -           | -           | 26     | 7      |
| 2019-2020            | Široki Brijeg        | PL                   | 13         | 1          | CB              | 1               | 0               | UEL                | 1                  | 0                  |             | -           | -           | 15     | 1      |
| 2020-2021            | Široki Brijeg        | PL                   | 29         | 9          | CB              | 3               | 1               |                    | -                  | -                  |             | -           | -           | 32     | 10     |
| Totale Široki Brijeg | Totale Široki Brijeg | Totale Široki Brijeg | 76         | 18         |                 | 10              | 1               |                    | 1                  | 0                  |             | -           | -           | 87     | 19     |
| 2021-2022            | ŁKS                  | 1L                   | 20         | 2          | CP              | 0               | 0               |                    | -                  | -                  |             | -           | -           | 20     | 2      |
| 2021-2022            | ŁKS II               | 3L                   | 1          | 1          |                 | -               | -               |                    | -                  | -                  |             | -           | -           | 1      | 1      |
| 2022-2023            | ŁKS                  | 1L                   | 20         | 5          | CP              | -               | -               |                    | -                  | -                  |             | -           | -           | 20     | 5      |
| 2022-2023            | ŁKS II               | 3L                   | 8          | 1          |                 | -               | -               |                    | -                  | -                  |             | -           | -           | 8      | 1      |
| 2023-2024            | ŁKS                  | EK                   | 20         | 4          | CP              | 1               | 1               |                    | -                  | -                  |             | -           | -           | 21     | 5      |
| Totale ŁKS           | Totale ŁKS           | Totale ŁKS           | 60         | 11         |                 | 1               | 1               |                    | -                  | -                  |             | -           | -           | 61     | 12     |
| 2023-2024            | ŁKS II               | 2L                   | 4          | 1          |                 | -               | -               |                    | -                  | -                  |             | -           | -           | 4      | 1      |
| Totale ŁKS II        | Totale ŁKS II        | Totale ŁKS II        | 13         | 3          |                 | -               | -               |                    | -                  | -                  |             | -           | -           | 13     | 3      |
| lug.-dic. 2024       | Oțelul Galați        | L1                   | 20         | 3          | CR              | 3               | 0               |                    | -                  | -                  |             | -           | -           | 23     | 3      |
| gen.-giu. 2025       | CFR Cluj             | L1                   | 8          | 0          | CR              | 1               | 0               |                    | -                  | -                  |             | -           | -           | 9      | 0      |
| Totale carriera      | Totale carriera      | Totale carriera      | 177        | 35         |                 | 15              | 2               |                    | 1                  | 0                  |             | -           | -           | 193    | 38     |

### Cronologia presenze e reti in nazionale
| Cronologia completa delle presenze e delle reti in nazionale ― Bosnia ed Erzegovina under 21 | Cronologia completa delle presenze e delle reti in nazionale ― Bosnia ed Erzegovina under 21 | Cronologia completa delle presenze e delle reti in nazionale ― Bosnia ed Erzegovina under 21 | Cronologia completa delle presenze e delle reti in nazionale ― Bosnia ed Erzegovina under 21 | Cronologia completa delle presenze e delle reti in nazionale ― Bosnia ed Erzegovina under 21 | Cronologia completa delle presenze e delle reti in nazionale ― Bosnia ed Erzegovina under 21 | Cronologia completa delle presenze e delle reti in nazionale ― Bosnia ed Erzegovina under 21 | Cronologia completa delle presenze e delle reti in nazionale ― Bosnia ed Erzegovina under 21 |
| Data                                                                                         | Città                                                                                        | In casa                                                                                      | Risultato                                                                                    | Ospiti                                                                                       | Competizione                                                                                 | Reti                                                                                         | Note                                                                                         |
| -------------------------------------------------------------------------------------------- | -------------------------------------------------------------------------------------------- | -------------------------------------------------------------------------------------------- | -------------------------------------------------------------------------------------------- | -------------------------------------------------------------------------------------------- | -------------------------------------------------------------------------------------------- | -------------------------------------------------------------------------------------------- | -------------------------------------------------------------------------------------------- |
| 19-11-2018                                                                                   | Zenica                                                                                       | Bosnia ed Erzegovina under 21                                                                | 2 – 0                                                                                        | Azerbaigian under 21                                                                         | Amichevole                                                                                   | 1                                                                                            | 57’                                                                                          |
| 5-6-2019                                                                                     | Xeuchia                                                                                      | Malta under 21                                                                               | 0 – 0                                                                                        | Bosnia ed Erzegovina under 21                                                                | Amichevole                                                                                   | -                                                                                            | 69’                                                                                          |
| Totale                                                                                       |                                                                                              | Presenze                                                                                     | 2                                                                                            |                                                                                              | Reti                                                                                         | 1                                                                                            |                                                                                              |

## Palmarès

### Club

#### Competizioni nazionali
- I liga (calcio Polonia): 1

LSK Lodz: 2022-2023
- Coppa di Romania: 1

CFR Cluj: 2024-2025